# Kawior ślimaczy
Kawior ślimaczy (fr. Caviar d'escargots, wł. Caviale di lumache, ang. Snail caviar, znany też jako Kawior biały) – kawior ze świeżych, lub przetworzonych jaj ślimaków lądowych. Kawior ten pochodzi z kuchni francuskiej.

## Przygotowanie

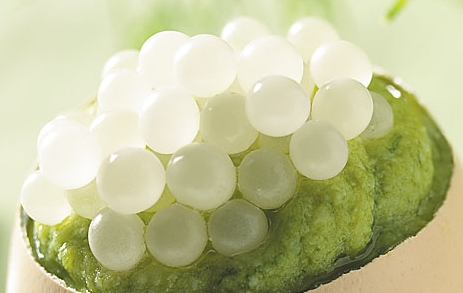
Ślimaczy kawior w przybliżeniu.

W stanie naturalnym ślimacze jaja są bezbarwne, lecz po przetworzeniu kawior może być kremowy, różowo-biały lub biały. Jaja mają na ogół od trzech do czterech milimetrów średnicy, choć niektóre jaja ślimaków mogą mierzyć od trzech do sześciu milimetrów średnicy. Surowe jaja ślimaków mają powłokę śliską, delikatną i kruchą. Czasami bywają one pasteryzowane lub konserwowane, choć pasteryzacja jaj ślimaka wedle opisów powoduje u nich matowienie, co z kolei źle wpływa na ich smak. Niektóre konserwowane jaja są przetwarzane i przetrzymywane w słoikach bez stosowania pasteryzacji. W tym przypadku używa się solanki jako środka konserwującego. Niektórzy producenci wykorzystują też aromatyzowaną solankę, aby dodać smak produktowi. Smak kawioru ze ślimaków został opisany w niektórych przypadkach jako przypominający "pieczone szparagi", a innych przypadkach "pieczone grzyby". Odnotowano również, że kawior ślimaczy posiada "subtelny" smak z "nutą drewna", czy też "silnie ziemisty" smak i jest bardziej chrupiący niż ikra rybiego kawioru. Można go również podawać do zup, a także na inne sposoby.
Ślimacze jaja mogą być podawane podobnie jak inne kawiory na blinach lub tostach razem z kwaśną śmietaną, lekko skropione sokiem z cytryny i z szampanem. Nadają się także jako przekąska do wódki.

## Ślimacze farmy

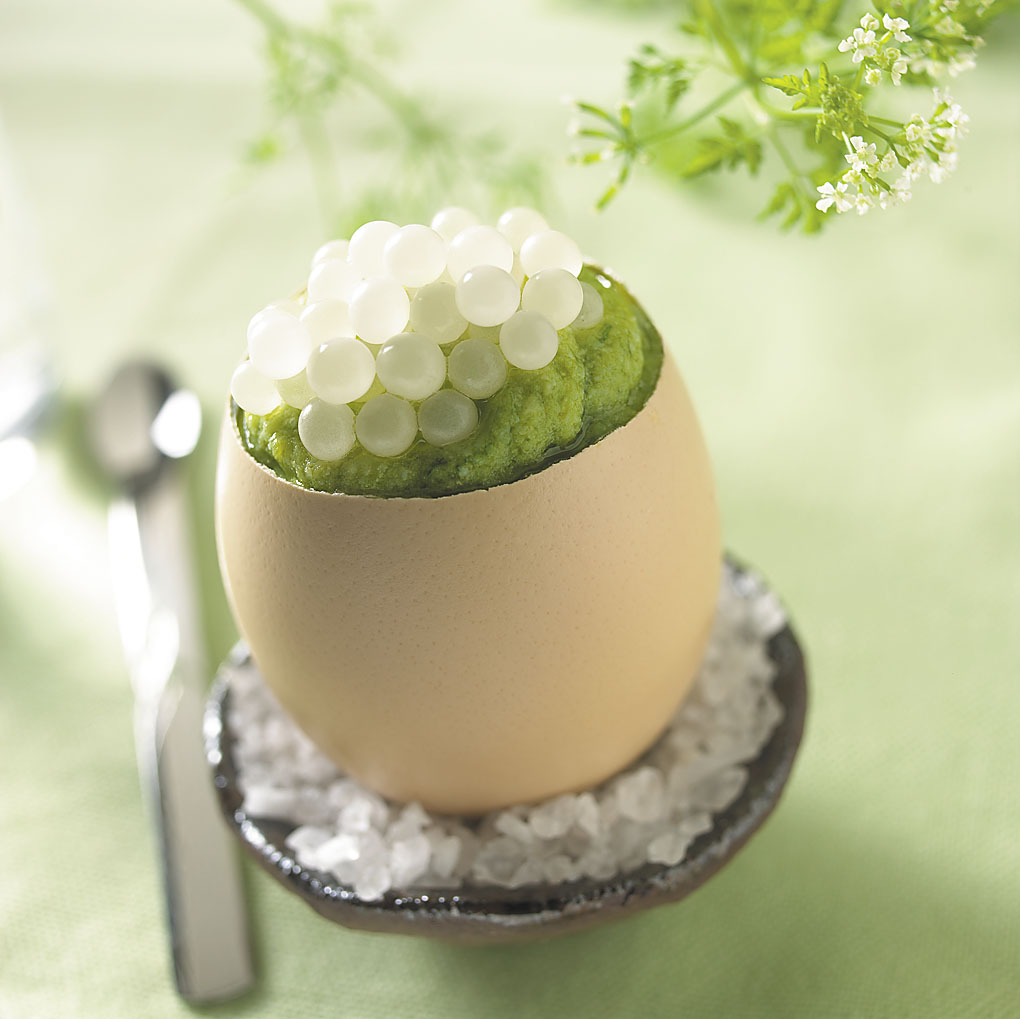
Przykładowe danie okraszone z wierzchu kawiorem ze ślimaków francuskiej marki de jaeger. Jaja ślimacze mogą służyć jako element dekoracyjny.

Hodowla ślimaków jest określana jako helikultura i obejmuje hodowlę ślimaków lądowych specjalnie nadających się do spożycia przez ludzi. Niektóre komercyjne fermy ślimaków zbierają jaja wytwarzane przez ślimaki do słoików i sprzedają je konsumentom. Czasami ślimaki są trzymane w odpowiedniej temperaturze, oświetleniu i kontrolowanych warunkach klimatycznych, co w zamierzeniu ma zachęcić je do jak najwydajniejszej reprodukcji. Ponieważ ślimaki są obojnacze, czyli że posiadają zarówno męskie, jak i żeńskie narządy płciowe, wszystkie mogą produkować jaja. Ślimaki zazwyczaj chowają jaja w glebie po ich złożeniu. Jeden ze sposobów pozyskiwania jaj polega na umieszczeniu ślimaków w specjalnych pudełkach z glebą i piaskiem. Następnie jaja są zbierane. Wydajność produkcji ślimaczych jaj jest niewielka w porównaniu do kawioru z ikry ryb, takich jak na przykład jesiotr. Dla porównania, jeden ślimak zazwyczaj składa około cztery gramy jaj rocznie, podczas gdy jeden jesiotr potrafi znieść nawet ponad 18 kilogramów ikry.

## Ceny rynkowe
W sierpniu 1987 roku w Stanach Zjednoczonych marka Brut d'Escargot sprzedawała kawior ślimaczy po detalicznej cenie rynkowej po 40 dolarów za 28 gramów. W tym czasie, ta cena detaliczna była podobna do czarnego kawioru. W grudniu 2007 roku, pięćdziesięciogramowy słoik kawioru ze ślimaków marki De Jaeger, produkowany w gospodarstwie w mieście Soissons we Francji, sprzedawano za 80 dolarów. We wrześniu 2014, pięćdziesięciogramowy słoik kawioru marki Viennese Snails, produkowanego w gospodarstwie niedaleko Wiednia, sprzedawano za ponad 150 dolarów, przy czym taka ilość równa się około dwóch łyżek produktu. Niektóre gospodarstwa prowadzące hodowle ślimaków sprzedają kawior bezpośrednio do restauracji.